# Governo Reinfeldt II
O Governo Reinfeldt II (2010 - 2014) foi formado a partir das eleições legislativas de 2010, em que a Aliança pela Suécia (Allians för Sverige) ganhou com maioria relativa.
A Aliança pela Suécia era uma coligação de centro-direita que reunia o Partido Moderado, o Partido Popular Liberal, o Partido do Centro e o Partido Democrata-Cristão.

## Composição do Governo
| Pasta                                                             | Titular                  | Partido |
| ----------------------------------------------------------------- | ------------------------ | ------- |
| Primeiro-Ministro                                                 | Fredrik Reinfeldt        | m       |
| Ministra da Economia                                              | Annie Lööf               | c       |
| Ministro da Educação                                              | Jan Björklund            | f       |
| Ministro das Finanças                                             | Anders Borg              | m       |
| Ministra do Meio Ambiente                                         | Lena EK                  | c       |
| Ministra do Desporto e da Cultura                                 | Lena Adelsohn Liljeroth  | m       |
| Ministra das Crianças e da Terceira Idade                         | Maria Larsson            | kd      |
| Ministra da Justiça                                               | Beatrice Ask             | m       |
| Ministro do Mercado Financeiro                                    | Peter Norman             | m       |
| Ministro dos Negócios Estrangeiros                                | Carl Bildt               | m       |
| Ministra dos Assuntos Europeus e da Democracia Ministra de Estado | Birgitta Ohlsson         | f       |
| Ministra da Paridade dos Géneros                                  | Erik Ullenhag            | f       |
| Ministro dos Seguros Sociais                                      | Ulf Kristersson          | m       |
| Ministro da Defesa                                                | Karin Enström            | m       |
| Ministro da Região Rural                                          | Eskil Erlandsson         | c       |
| Ministra do Comércio                                              | Ewa Björling             | m       |
| Ministro das Migrações                                            | Tobias Billström         | m       |
| Ministra da Cooperação Internacional para o Desenvolvimento       | Gunilla Carlsson         | m       |
| Ministro da Saúde e dos Assuntos Sociais                          | Göran Hägglund           | kd      |
| Ministra da IT e das Regiões                                      | Anna-Karin Hatt          | c       |
| Ministra do Mercado de Trabalho                                   | Hillevi Engström         | m       |
| Ministro da Integração                                            | Erik Ullenhag            | f       |
| Ministra das Infraestruturas                                      | Catharina Elmsäter-Swärd | m       |
| Ministro do Interior e da Habitação                               | Stefan Attefall          | kd      |